# Nova Geração do Estácio
GRCESM Nova Geração do Estácio de Sá é uma escola de samba mirim da cidade do Rio de Janeiro, que participa todos os anos do desfile oficial de escolas de samba mirins, realizado, desde 1999, na sexta-feira de Carnaval, na Marquês de Sapucaí.

## História
Fundada em 12 de outubro de 1992, com a extinção da Sementes da Estácio, a Nova Geração do Estácio de Sá, começou a desfilar pelas ruas do bairro em seus primeiros anos. Em 2002, o então presidente, Dominguinhos do Estácio, resolveu filiar a agremiação na AESM-Rio.

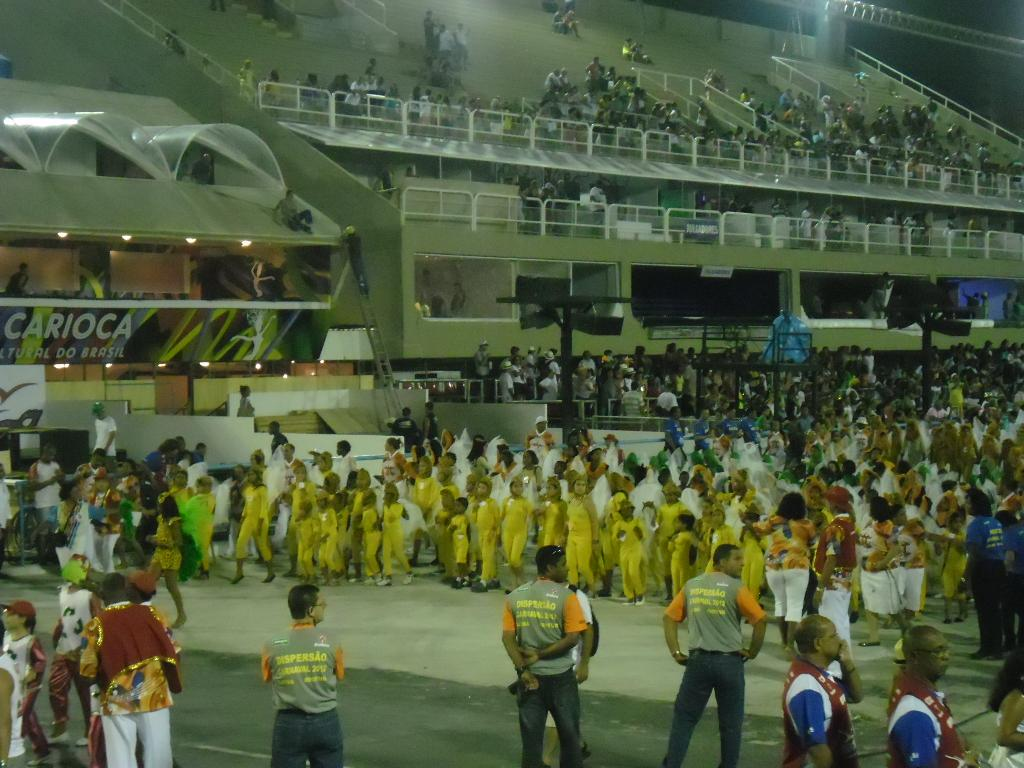
Desfile da Nova Geração em 2012

No carnaval de 2003, ainda comandada por Dominguinhos, a Nova Geração, homenageou Germinal Domingues, fundador do Projeto MEL, patrocinado pelo Instituto Dom Pixote, representado pela Sra. Zilah. O carnaval desenvolvido por Ewerton Domingos, carnavalesco nascido na comunidade, rendeu três prêmios para a agremiação em seu ano de estréia na Marquês de Sapucaí.
Com o enredo "Sou Raiz, Sou Emoção, Juventude Carioca, Sou a Nova Geração!", no carnaval de 2004, a proposta de Ewerton era homenagear todos os antigos carnavais, a pioneira Deixa Falar, e ainda incluir o projeto Juventude Carioca, que fazia um trabalho social com a agremiação e jovens do morro de São Carlos e adjacências. A escola ganhou prêmios de melhor puxador feminino, e melhor ala das baianas.
EM 2005, a agremiação montou uma comissão de carnaval para desenvolver o desfile. Homenageando o seu bairro, e o projeto Favela Bairro, o enredo contava a história da localidade antes e pós o projeto. A comissão era formada por Edson Marinho, Emilia, Eliane, Nem, Rogério Gordo e Jorge Piupiu, com Antônio Carlos Merica como mestre de bateria.
"Da cozinha da Vovó, um Brasil de gostosouras" foi o enredo do carnaval 2006, desenvolvido pela mesma comissão de carnaval do ano anterior. O enredo mostrava todas as coisas gostosas de nossas avós, comparadas com os doces industrializados adorados por nossas crianças. O bom samba, contagiou o público, e a comissão de frente com meninas caracterizadas de vovozinhas levou à escola o prêmio de melhor Comissão de frente, assinada pelo bailarino Cristiano Salgado.
Em 2007, com o enredo "Adormeci, sonhei e despertei com a magia da Ilha de Paquetá", a Nova Geração do Estácio trouxe toda a sua alegria em uma bonita viagem de barca rumo à ilha mais charmosa do Rio de Janeiro. Com um refrão leve e samba de fácil entendimento a escola apresentou o enredo, de autoria do carnavalesco Ewerton Domingos, com muito lirismo, citando inclusive o romance "A moreninha", de Joaquim Manoel de Macedo, em referência à um dos pontos turísticos do lugar. A crianças do morro de São Carlos se identificaram, em fantasias e alegorias, com todo o lazer que Paquetá pode proporcionar. Foi o último ano de Paulinho Simpatia como intérprete oficial da agremiação Mirim. A escola recebeu diversos prêmios por sua apresentação no carnaval daquele ano.
Em 2011, reeditou o samba-enredo do Estácio de 1992.

## Segmentos

### Presidentes
| Nome        | Mandato  | Ref.  |
| ----------- | -------- | ----- |
| Joel Toledo | Presente | [ 2 ] |

### Presidentes de honra
| Nome          | Mandato | Ref. |
| ------------- | ------- | ---- |
| Edson Marinho | ? - ?   |      |

### Intérpretes
| Nome               | Período       | Ref.  |
| ------------------ | ------------- | ----- |
| Paulinho Simpatia  | 2003-2007     |       |
| Kayque Santos      | 2008-2009     |       |
| Thayanne Catanhede | 2010-2011     |       |
| Thatiane Carvalho  | 2012-2017     | [ 5 ] |
| Julio              | 2018          |       |
| Guilherme Kauã     | 2019-Presente |       |

### Diretores
| Ano  | Diretor de Carnaval | Diretor de harmonia | Mestre de bateria | Ref. |
| ---- | ------------------- | ------------------- | ----------------- | ---- |
| 2013 | Jorge Piu-piu       | Jorge Piu-piu       | Villa-Lobos       |      |
| 2015 |                     |                     | Rodrigo           |      |

### Coreógrafo
| Ano  | Nome              | Ref. |
| ---- | ----------------- | ---- |
| 2013 | Cristiano Salgado |      |
| 2015 |                   |      |

### Casal de Mestre-sala e Porta-bandeira
| Ano  | Nome                     | Ref. |
| ---- | ------------------------ | ---- |
| 2013 | Carlos Augusto e Rebecca |      |
| 2015 |                          |      |

## Carnavais
| Nova Geração do Estácio                                    | Nova Geração do Estácio | Nova Geração do Estácio | Nova Geração do Estácio                                                        | Nova Geração do Estácio | Nova Geração do Estácio     |
| Ano                                                        | Classificação           | Enredo | Compositores do Samba-enredo                                                   | Carnavalesco            | Ref.                        |
| ---------------------------------------------------------- | ----------------------- | --- | ------------------------------------------------------------------------------ | ----------------------- | --------------------------- |
| 2003                                                       | Sem competição          | "Germinal, MEL e Carnaval" | Joãozinho Show, Paulinho Pintor, Jair do São Carlos e Merica Boa Esperança     | Ewerton Domingos        | [ 6 ]                       |
| 2004                                                       | Sem competição          | "Sou raiz, sou emoção, Juventude Carioca, sou a Nova Geração"                                                                              | Ala de Compositores                                                            | Ewerton Domingos        | [ 6 ]                       |
| 2005                                                       | Sem competição          | "Ontem um sonho, hoje realidade, está virando um bairro, a nossa comunidade"                                                               | Juliana de Souza,Hélio de Souza, Luiz sapatinho, Igor Marques e Orlando Landão | Comissão de Carnaval    | [ 7 ]                       |
| 2006                                                       | Sem competição          | "Da cozinha da Vovó, um Brasil de gostosouras"                                                                                             | Pedrão, Marcus Galinha, Fabinho Santos e Flavinho Queiroga                     | Comissão de Carnaval    | [ 8 ]                       |
| 2007                                                       | Sem competição          | "Adormeci, sonhei e despertei com a magia da Ilha de Paquetá"                                                                              | Zé Luiz, Marcus Vinicius e Flávio Capoeira                                     | Ewerton Domingos        | [ 9 ]                       |
| 2008                                                       | Sem competição          | "Da missão ao modernismo, meu carnaval é arte!"                                                                                            | Magu, Waguinho, Claudinho Russo e Paulinho Pintor                              | Ewerton Domingos        | [ 10 ]                      |
| 2009                                                       | Sem competição          | "De França Antártica à Paris dos trópicos"                                                                                                 | Magu, Waguinho, Claudinho Russo e Paulinho Pintor                              | Ewerton Domingos        | [ 11 ]                      |
| 2010                                                       | Sem competição          | "A Nova Geração transborda saúde" | Cesar Nascimento, Luiz Sapatinho, Thiago MS, Leandro Santos e Zé Luiz          | Heriton Bacury          | [ 12 ] [ 13 ] [ 14 ] [ 15 ] |
| 2011                                                       | Vice-campeã             | "Paulicéia desvairada, 70 anos de Modernismo no Brasil" (Reedição do enredo de 1992 da Estácio de Sá)                                      | Caruso, Déo, Djalma Branco e Maneco                                            | Heriton Bacury          | [ 2 ] [ 16 ] [ 17 ]         |
| 2012                                                       | Sem competição          | "A Nova Geração recicla o sonho da salvação do mundo"                                                                                      | Claudemir da Lotação, Maicon Alves e Di Boi                                    | Heriton Bacury          | [ 18 ] [ 19 ]               |
| 2013                                                       | Sem competição          | "Dobrando, desdobrando e brincando - Origami (Poesia em papel)"                                                                            |                                                                                | Levi Cintra             | [ 20 ] [ 21 ]               |
| 2014                                                       | Sem competição          | "Nos Manáos a força, Manaus a capital, explosão cultural. Arena Amazonas Vivaldo no meu carnaval"                                          | Claudinho do Pagode e Lindauro                                                 | Carlos Calado           | [ 22 ] [ 23 ]               |
| 2015                                                       | Sem competição          | "Era uma vez... Um menino que tinha cabelos de algodão!"                                                                                   |                                                                                | Vinicius Ferraz         | [ 24 ] [ 25 ]               |
| 2016                                                       | Sem competição          | "Pra te dizer que falei das flores" | Claudemir da Lotação, Maicon Alves e Di Boi                                    |                         | [ 26 ]                      |
| 2017                                                       | Sem competição          | "Na cadência do samba vem Joel Toledo de Araújo ou Xangô do Estácio - Embaixador do Morro de São Carlos. No samba hoje é festa na Sapucaí" | Emanuel Apoteose, Mazinho Brito e Mariano Araújo                               |                         | [ 5 ]                       |
| 2018                                                       | Sem competição          | " |                                                                                |                         |                             |
| 2019                                                       | Sem competição          | " |                                                                                |                         |                             |
| 2020                                                       | Sem competição          | " |                                                                                |                         |                             |
| Devido à Pandemia de Covid-19, não houve Carnaval em 2021. |                         | |                                                                                |                         |                             |

## Prêmios
- Intérprete do Futuro: 2013 - Thatiane Carvalho